# Млеччха (династия)

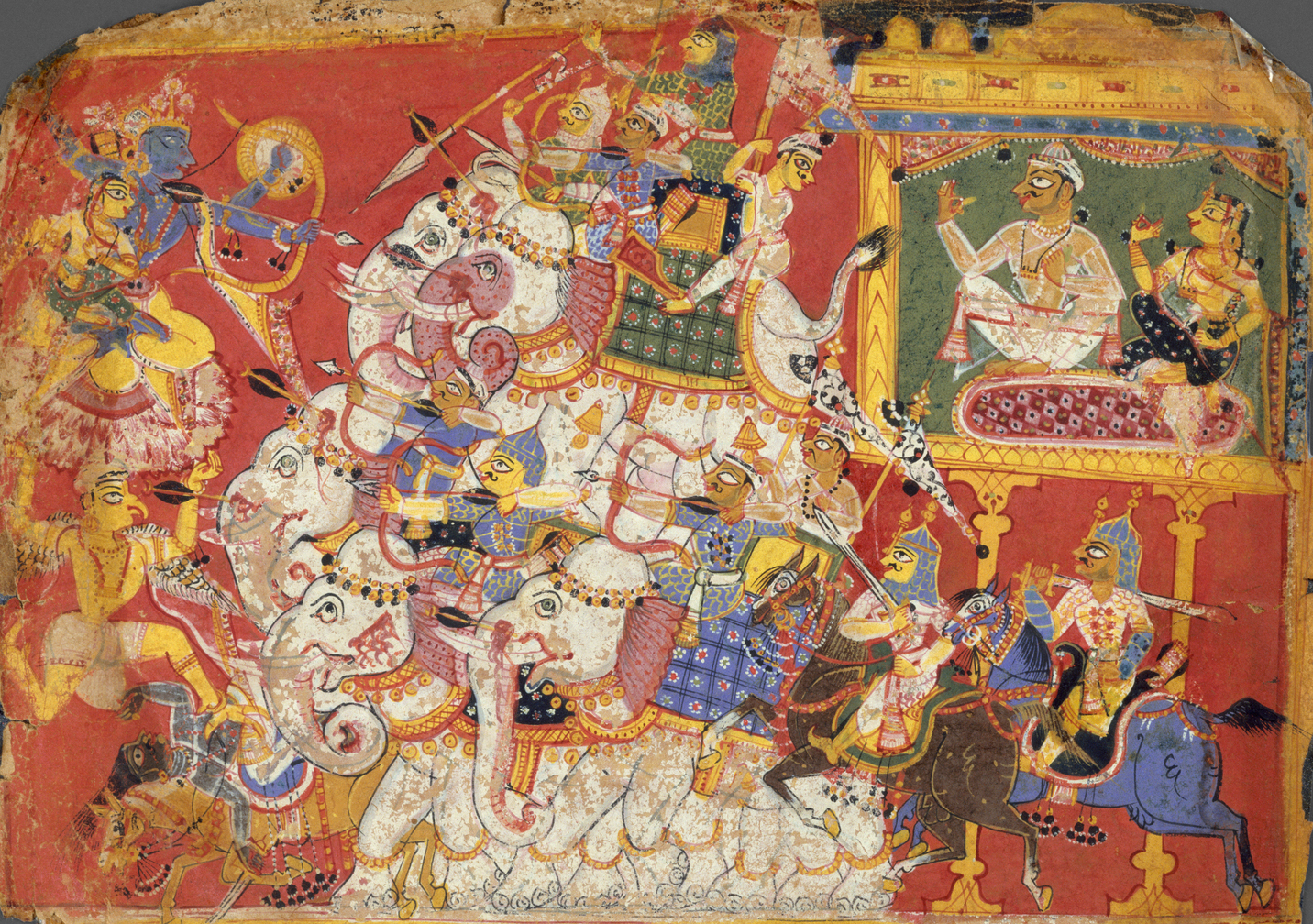
Кришна и Сатьябъама сражаются против армии Наракасуры.

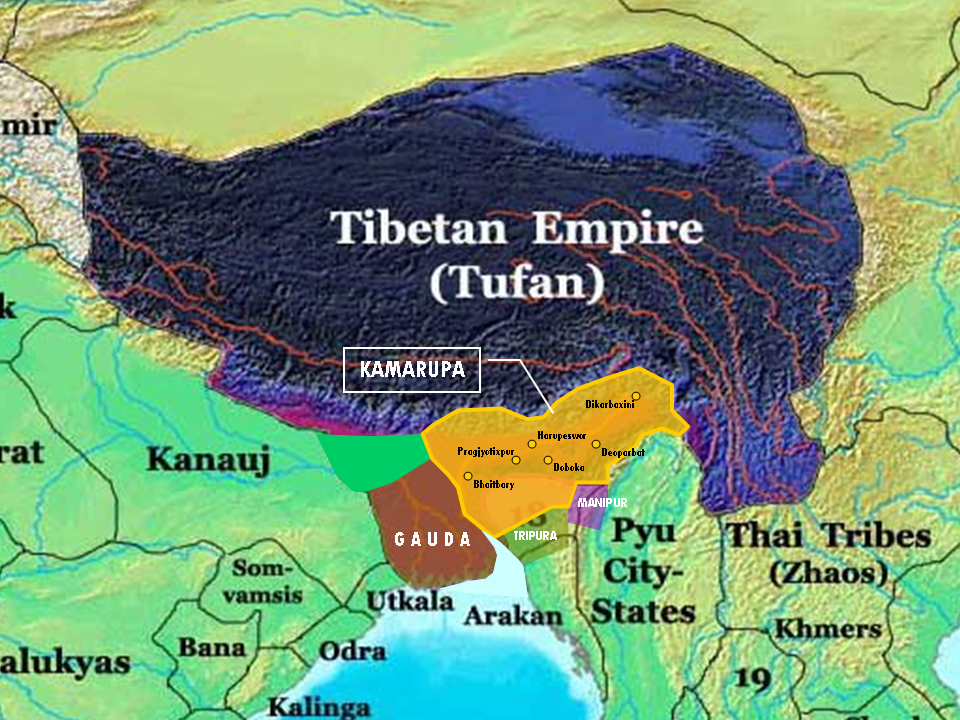
Царство Камарупа в VII—VIII веке

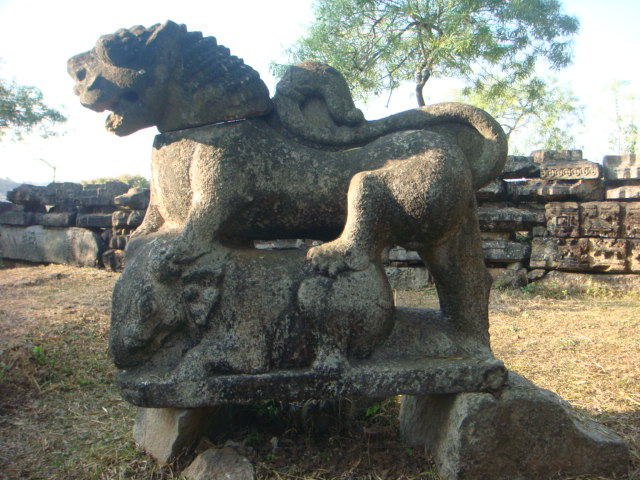
Ассамский лев, найден при раскопках в Мадан Камдеве, от дворца Камарупа (IX—X века).

Династия Млеччха  (650—900) правила в государстве Камарупа со столицей в городе Хадапешвар (современный Тезпур) после падения династии Варман. Слово млеччха на санскрите означает касту низкого происхождения. Правители династии были местными жителями. Для придания династии легитимности они вели свой род от Наракасуры. В исторических хрониках сохранились имена 21 правителя династии, однако нет полной ясности, как и не известны правители, вторгавшиеся в страну. После династии Млеччха власть в Ассаме пришла к династии Пала.
По мнению некоторых историков, остатки династии, вытесненные на юг, сформировали позднее царство Качари (Bhattacharjee 1992, С. 393) со столицей Димапур, и отдельно образовалось царство Чутия со столицей в городе Садия.

## Список основных царей
Дары царя Ратна Пала приводят список предшественников, из 21 царя, начиная от Саластамбха.
- Саластамбха (650—670)
- Виджая или Виграхастхамба
- Харшадева или Харшаварман (725—745)
- Балаварман II
- Праламбха или Саламбха
- Харджджараварман (815—832)
- Ванамалавармадева (832—855)
- Джаймала или Вирабаху (855—860)
- Балаварман III (860—880)
- Тьягасимха (890—900)